# Віра Бурлак
Віра Бурлак (біл. Вера Бурлак; нар. 2 квітня 1977, Київ, УРСР, СРСР; Псевдоніми: Джеті) — білоруська поетеса, літературознавчиня.

## Біографія
Закінчила музичну школу за фахом фортепіано, філологічний факультет БДУ (2001), аспірантуру (2004). Кандидатка філологічних наук (2005), галузь досліджень — дитяча література «срібного віку». Викладає російську літературу в БДУ. З 1997 року незмінна головна редакторка самвидавського журналу «Вясковыя могілкі». Живе в Мінську.

## Творчість
Пише вірші для дітей дошкільного віку, а почала друкуватися у 2001 році. Авторка поетичних книжок «За здаровы лад жыцьця!» (2003), «Забі ў сабе Сакрата!» (2008, разом з чоловіком Віктором Жибулем), прозаїчні книги «Творы соннага жанру» (2011), аудіокниги Phantom of the Literature (2006). Книга «Дзеці і здані» (2012) складається з віршів, етюдів та п’єс, деяким творам властива іронічна тональність, руйнування літературних стереотипів, експериментальні дослідження.
Займається літературознавством, досліджує поезію для дітей, видала монографію «Детская поэзия Серебряного века: Модернизм» (2004). Зробив ряд перекладів поезії та прози з англійської, російської, української мов. Вона переклала книгу Льюїса Керрола «Скрозь Люстэрка і што ўбачыла там Аліса».
Твори Віри Бурлак перекладалися англійською, німецькою, польською, російською, українською, чеською та мовою есперанто.
Виступає як автор та виконавець власних пісень, як вокалістка та інструменталістка (гітара, клавішні) арт-панк-гурту «Засралі казарму». Співпрацює з «ансамблем непопулярної музики» «Рацыянальная дыета». Головна роль у п'єсі «Янко крУль албАнскай» Іллі Зданевича, поставлена цією групою.
Брала участь у міжнародних проєктах «Вечар маладых паэтаў Беларусі» (Росія, Москва, 2001), «Сувязьразрыў» (Україна — Білорусь, 2004), «Парадак слоў» (Мінськ, 2006, 2007), «Дні беларускай і шведскай паэзіі» (Мінськ — Гродно — Пінськ, 2007), «Месяц аўтарскага чытання» (Брно, 2007) та інші.

## Премії та нагороди
Лауреатка премії Шермана — 2018 за успішний синтез технік перекладу в реінкарнації художнього всесвіту Льюїса Керрола у перекладі книги «Скрозь Люстэрка і што ўбачыла там Аліса». Церемонія нагородження відбулася 25 жовтня 2018 року.